# Jackass Number Two
Jackass Number Two è il seguito del film comico Jackass The Movie uscito nelle sale nel 2002, anch'esso basato sulla precedente serie televisiva in onda su MTV, Jackass.
Tutto il cast del primo film e della serie originale si è riproposto per il sequel, inclusi Johnny Knoxville, Bam Margera, Ryan Dunn, Chris Pontius, Steve-O, Dave England, Ehren McGhehey, Preston Lacy, e Jason "Wee-Man" Acuña. Anche la maggior parte del cast secondario si è ripresentata per il secondo film, ad eccezione di Raab Himself, Rake Yohn e Tim Glomb.
Le riprese iniziarono nel gennaio 2006. La data di distribuzione nelle sale cinematografiche è il 22 settembre 2006.
I fan della serie di Jackass hanno visto il cast girare la pellicola in vari stati d'America, ma la produzione si rifiutava di rendere pubblico il luogo delle riprese per paura che i fan interferissero. La pellicola è stata girata anche in India, Australia, Mosca.
Il primo teaser ufficiale del film fu distribuito da Yahoo il 15 giugno 2006. Gli stunt nel trailer includevano Johnny Knoxville a bordo di una bicicletta-razzo, e successivamente bendato veniva caricato da un toro.
Il DVD di questo film è disponibile dal 15 maggio 2007 in versione non censurata, in widescreen 16:9.

## Trama
Come per il precedente Jackass The Movie il film non ha una trama delineata, bensì è una raccolta di vari stunt.

### Inizio
Il film apre con il brano The Ecstasy of Gold da Il buono, il brutto, il cattivo creata da Ennio Morricone mentre i protagonisti con il viso stravolto e molto trasandati corrono al rallentatore. La telecamera fa dei primi piani su ogni personaggio presentandone il nome mentre questo corre. La telecamera dopo le presentazioni si alza e con l'obbiettivo rivolto verso il basso riusciamo a vedere una mandria di tori infuriati che rincorrono i protagonisti. Ryan Dunn si rifugia in una macchina, Preston Lacy in un bidone della spazzatura e gli altri si gettano in terra schivando i tori, facendoci capire che la scena è finta.Rimangono solo Knoxville e Margera che corrono in una casa vuota. Margera si getta per primo da una finestra e Knoxville si ferma per un istante per urlare la sua frase "Hi, I'm Johnny Knoxville, welcome to Jackass!" per poi esser travolto dai tori che lo scaraventeranno fuori dalla finestra con violenza.

### Stunt
Nella versione cinematografica in totale vengono eseguiti 52 stunt. Altri 22 sono disponibili nelle scene tagliate presenti nel DVD.

### Finale
Il film termina con un balletto che vede protagonisti il cast della pellicola. Alcuni stunts vengono eseguiti durante il mini musical, sulle note di The best of times.

## Camei
Il film include anche camei di Brandon Novak, Brandon DiCamillo, Luke Wilson, Willie Garson, Mark Zupan (Murderball), Dimitry Elyashkevich, Lance Bangs, David Weathers, Rick Kosick, Spike Jonze e il regista John Waters (A Dirty Shame), Jay Chandrasekhar (Super Troopers) e Mike Judge (Beavis e Butt-Head). Il pro-skater Tony Hawk e il campione di BMX Matt Hoffman hanno partecipato ad alcuni stunts.
Il gruppo rap Three 6 Mafia fece la sua apparizione nella pellicola, così come il cantante degli HIM Ville Valo, l'attore James DeBello, con Kat Von D e la star del NFL Jason Taylor.
Alcuni stunt con protagonista Don Vito, zio di Bam Margera, sono stati girati e inseriti nei trailer del film. Nonostante ciò le scene sono state tagliate dalla pellicola a causa dell'arresto (dovuto al palpeggiamento ai danni di una minorenne) di Don Vito, non più ben accetto tra i membri del cast di Jackass.

## Versione DVD
La versione censurata e non del DVD è stata pubblicata in America il 26 dicembre 2006 (15 maggio 2007 in Italia). Contiene i 96 minuti della versione cinematografica più alcuni contenuti speciali. Include parti del film censurate o tagliate nell'originale. Entrambi i contenuti speciali delle due versioni contengono interviste della maggior parte del cast, inclusi Jeff Tremaine e Dimitry Elyashkevich, contenuti segreti, il making del film, 9 scene tagliate nella versione cinematografica, 20 scene addizionali, 9 spot TV, varie gag, la versione non censurata della canzone Karazy di Chris Pontius e il promo commerciale per i VMA '06.

## Colonna sonora
La colonna sonora ufficiale del film è stata pubblicata il 26 settembre del 2006 dalla BulletProof Records e contiene canzoni inserite nel film e varie audio clip prese dal film. Il gruppo rap Three Six Mafia si è unito al frontman dei Saliva, Josey Scott, per creare la canzone Gettin' Fucked Up in esclusiva per la colonna sonora. Ancora un'altra collaborazione è stata quella della leader degli Yeah Yeah Yeahs, Karen 0, con Peaches per scrivere Backass, un'altra canzone esclusiva per la colonna sonora. Ancora un'esclusiva è stato il debutto di Chris Pontius con Karazy e la cover della canzone di Roger Alan Wade, If you're gonna be dumb (già presente nel primo film), eseguita dal gruppo rock Smut Peddlers. Inoltre è presente la versione del cast del film di The best of times. Il singolo del film Joker and the thief dei Wolfmother, in cui nel video appaiono i ragazzi del cast del film, non è incluso nel CD come non lo sono Gettin' Fucked Up e Fuck the pain away.
| Canzone                                | Artista                              |
| -------------------------------------- | ------------------------------------ |
| I'm Going to the Moon                  | Johnny Knoxville*                    |
| If You're Gonna Be Dumb                | Smut Peddlers                        |
| Gettin' Fucked Up                      | Three Six Mafia feat. Josey Scott*** |
| Backass                                | Karen O feat. Peaches                |
| I'm Ashamed of Myself                  | Chris Pontius*                       |
| MF (Motherfucker) from Hell            | The Datsuns                          |
| I'm Going to Die                       | Ehren McGhehey*                      |
| All My Friends Are Dead                | Turbonegro                           |
| Urban Struggle                         | The Vandals                          |
| Your Teeth Look Like                   | Brandon DiCamillo*                   |
| Fly                                    | Cakecutter                           |
| Rectal Bleeding                        | Johnny Knoxville*                    |
| Fuck the Pain Away                     | Peaches***                           |
| Are You Crying?                        | Johnny Knoxville & Bam Margera*      |
| A Little Less Conversation             | Elvis Presley                        |
| Cut Your Hair                          | Pavement                             |
| Karazy                                 | Chris Pontius                        |
| I Need a Doctor                        | Steve-O*                             |
| Spill the Blood                        | Slayer                               |
| My Ass Hurts So Bad                    | Dave England*                        |
| Johnny, Are You Queer?                 | Josie Cotton                         |
| Sometimes I Don't Know If I'll Make It | Roger Alan Wade                      |
| The Best of Times                      | The Cast of Jackass                  |
| Treatment Bound                        | The Replacements**                   |

(*) Si riferisce alle tracce audio che appaiono nel film, tranne "Your Teeth Look Like."
(**) Si può ascoltare a fine film durante i credits, durante il salto di steve-o
(***) Non disponibile nella colonna sonora in circolazione.

## Giudizi
Il film ha riscosso negli USA 12 milioni di dollari solo nella prima settimana di uscita, superando così il primo ai botteghini. Il film poi ha aggiunto la cifra di 14 milioni durante la seconda settimana; ha incassato circa 84.210.524 milioni di dollari in più del primo. Il New York Times ha definito Jackass Number Two: "senza basi, infantile e disgustoso ai limiti dell'estremo, un mix di bravate e di malfunzioni ha reso possibile la creazione di una delle più esplicite e catartiche commedie nella storia del cinema". Il critico Fred Willard ha dato "2 pollici in su" per Jackass Number Two dopo aver visto la prima del film. Il critico di film Joe Gayeski del sito web AndersonVision ha assegnato a Jackass number two "2 stelle e mezzo su 5" e quindi in accordo con la sua critica lo avrebbe definito "molto buono". Egli ha detto "Il sequel ha certamente una scaletta meno coinvolgente del primo ma rimane sempre la commedia più divertente che sia mai stata sfornata dalla "macchina di film di Hollywood" negli ultimi anni e specialmente nel 2006". Ha ricevuto un 60% (positivo) dal sito RottenTomatoes.com con il consenso critico che diceva: "Vi sfido a non ridere".